# Pine Grove (Alabama)
Pine Grove es una comunidad no incorporada en el condado de Baldwin, Alabama, Estados Unidos. Se encuentra al sur de Bay Minette. La comunidad es parte del área estadística micropolitana de Daphne-Fairhope-Foley.